# Ceyhan
Ceyhan – miasto w Turcji w prowincji Adana. Położone jest nad rzeką o tej samej nazwie.
Według danych na rok 2000 miasto zamieszkiwało 108 602 osób.